# Vrijzinnig-Christelijk Lyceum
Het Vrijzinnig-Christelijk Lyceum, afgekort VCL of V.C.L., is een school voor havo, atheneum en gymnasium. De school telt ongeveer 870 leerlingen en is gevestigd in het Van Stolkpark in Den Haag. Het VCL heeft bekendheid verkregen doordat de drie zonen van koningin Beatrix en prins Claus op deze school hebben gezeten.
Tussen 1944 en 1981 heette de school Eerste Vrijzinnig-Christelijk Lyceum. In die periode bestond er ook een Tweede Vrijzinnig-Christelijk Lyceum.

## VCL vroeger

#### Voor de oorlog
1929Op initiatief van 'De Federatie van Vrijzinnige Protestanten in Den Haag' wordt vanaf 1926 gediscussieerd over het oprichten van de school. In 1930 toont de volkstelling aan dat 10% van de bevolking vrijzinnig-protestant is.
Op 3 september 1929 is in de Paleiskerk de eerste bijeenkomst van het Vrijzinnig-Christelijk Lyceum; aanwezig zijn bestuur, curatorium, docenten en de eerste 59 leerlingen. De eerste rector wordt Dr. N.B. Tenhaeff, daarvoor docent Nederlands, geschiedenis en aardrijkskunde aan het Nederlandsch Lyceum. Hij neemt 'juffrouw Idenburg' en 'meneer De Haan' mee. Zijn echtgenote geeft muziekles. De school opent de volgende dag aan de Laan van Meerdervoort 72 en heeft twee 1ste klassen en een 2de klas.
De school krijgt subsidie voor 'Gymnasium en HBS'. Het schooltype lyceum heeft nog steeds geen wettelijke basis, hoewel het VCL het 38ste lyceum in Nederland is.
1930Voor het tweede jaar moeten kinderen geweigerd worden. Er zijn 105 aanmeldingen voor de eerste klassen en slechts 45 plaatsen. De Lyceïstenbond wordt opgericht om culturele bijeenkomsten en feestavonden te organiseren. Het eerste nummer van 'Het V.C.L. Nieuws' komt uit. Een hockeyclub V.C.L.H.C. wordt opgericht. Vanaf 1934 speelt de club competitiewedstrijden.
1931Er is niet meer genoeg ruimte in het huis aan de Laan van Meerdervoort, er wordt verhuisd naar het Van Stolkpark, waar een grote villa betrokken wordt. Zelfs die ruimte is beperkt, zodat Villa Hendrika aan de Van Stolkweg bijgehuurd wordt. Op 14 april wordt de VCL-vlag daar voor het eerst gehesen.
1933De eerste eindexamenklas heeft 3 meisjes en 10 jongens, onder anderen Hans Larive en Kees van Eendenburg.
1934De nieuwbouw aan de Van Stolkweg wordt in september in gebruik genomen. Het schoolgebouw is ontworpen door architect Gerard Nijhoff.
1937Heren I van de VCL-hockeyclub wordt kampioen 3de klasse.
1939Classicus Dr. J.E.E. Hondius, voormalig conrector van het Vossius in Amsterdam, wordt rector van het VCL. Zijn zoon Theo Hondius ging toen naar de 6de klas.

#### De oorlogsjaren
1940Op 10 mei wordt de school ontruimd, op 16 mei slapen er 700 Duitsers 'op weg naar Engeland', en op 20 mei worden de lessen hervat. Drie leraren zijn gemobiliseerd, maar keren in juni weer terug. Leerlingen van de Vrije School worden door het VCL opgenomen, nadat hun school door de Duitsers is gesloten.
1942De bezetter wil de vesting Scheveningen ontruimd zien. Rector Reindersma van het Nederlandsch Lyceum aan de Willemstraat biedt op 12 januari 1943 onderdak, het meubilair van het VCL wordt in een pakhuis in Delft opgeslagen. Er wordt ook lesgegeven in de Doopsgezinde kerk en in Pulchri Studio.
1943De eerste Interlyceale is de start van een nieuwe traditie.
1944Na de zomer start een Tweede Vrijzinnig-Christelijk Lyceum als verzelfstandigde dependance van het VCL in een paar doorgebroken huizen aan de Tweede Sweelinckstraat 146-150. De opening is op Dolle Dinsdag. Het VCL heet van dan af Eerste Vrijzinnig-Christelijk Lyceum.
De hongerwinter volgt, de roosters worden ingekrompen. Als de brandstof op is in de Sweelinckstraat, gaan de leerlingen weer naar de Willemstraat.
1945Aan het einde van de winter komen nog maar 60 van de 475 leerlingen naar school. Na Pasen komen er weer 132.

#### Na de oorlog
1945Het gebouw aan de Van Stolkweg moet weer een schoolgebouw worden. Er wordt verbouwd en de meubels worden van de opslag in Delft teruggehaald. In 1945 worden zeven nieuwe leraren aangenomen, onder wie drie oud-leerlingen.
1946Er zijn 500 leerlingen.
1948Villa Insulinde aan de Van Stolkweg 37 wordt bijgehuurd. Zo ontstaat de eerste MMS-klas. Juffrouw Van 't Sant wordt van deze nieuwe afdeling de eerste directrice.
1968De Mammoetwet wordt ingevoerd. De leerlingen die nu op school komen krijgen onderwijs conform de nieuwe wet.
1981Het Tweede VCL fuseert met de Scholengemeenschap Hugo de Groot; samen worden ze het openbare Segbroek College. Vanaf dat moment heet het Eerste Vrijzinnig-Christelijk Lyceum weer Vrijzinnig-Christelijk Lyceum.

## VCL na 2000
De school telt ongeveer 870 leerlingen. In vergelijking met andere scholen in Den Haag is het VCL een betrekkelijk 'kleine' school. De leerlingen krijgen de mogelijkheid om zich naast het onderwijs te onderscheiden op cultureel en sportief gebied. Tussen 2016 en 2019 huisde de school tijdelijk in het gebouw van het voormalige Aloysius College, vanwege een verbouwing. Op 14 maart 2019 werd het verbouwde VCL officieel geopend door minister Ingrid van Engelshoven.

## Tradities en evenementen
Vanaf het begin heeft de school een duidelijke christelijke grondslag, er wordt godsdienstles gegeven, er zijn maandagochtendpreken, kerstvieringen etc. In 1957 verbiedt de overheid in verband met de lerarenschaarste om uren van de gewone lessen te gebruiken voor godsdienstonderwijs. Deze lessen dienen voortaan door predikanten gegeven te worden buiten het vaste lesrooster.
In 1954 wordt het 25-jarig bestaan van de school gevierd.
In 1957 wordt het eerste Ardennenkamp georganiseerd voor kinderen van de onderbouw. Tot op de dag van vandaag trekken er jaarlijks 60 kinderen naar de Belgische Ardennen onder leiding van 20 oud-leerlingen.
In 1958 krijgt de sportclub een clubhuis op de Roggewoning. De Interlyceale is uitgegroeid tot 40 deelnemende Nederlandse scholen; soms komen ook Engelse en Franse scholen hiervoor over.
In 1961 wordt het vernieuwde schoolgebouw in gebruik genomen.
Het VCL organiseert veel buiten de muren van de school. Al deze evenementen worden geregeld door een van (of een combinatie van) de vele commissies die het VCL kent. Het VCL doet ook jaarlijks mee aan diverse evenementen, zoals het Europees Jongerenparlement.
De school sponsort de Verkaart Foundation en heeft twee scholen in Kenia. Deze twee scholen krijgen geld door diverse inzamelingsacties van het VCL.

### Bondsbestuur
Ieder jaar kiezen de leerlingen van het VCL op democratische wijze een nieuw 'bondsbestuur'. De bond heeft als taak een schakel te vormen tussen de leerlingen en het schoolbestuur. Het bondsbestuur bestaat meestal uit vijf leerlingen.

## Rectoren
- Dr. N.B. Tenhaeff (1929-1939)
- Dr. J.J.E. Hondius (1939-1950)
- Dr. J.A.J.Jousma (1950-1964)
- Drs. W.G. Noordegraaf (1964-1972)
- Dr. P.J. Barnouw (1972-1976)
- Drs. P.J.W.L. Gerretsen (1976-1994)
- Drs. F.H.A. de Graaff (1994-2011)
- Drs. M.J. Arnouts (2011-2019)
- S. Mijnsbergen (ad interim, 2019- )

## Oud-leerlingen
De drie zonen van koningin Beatrix en prins Claus:
| - Willem-Alexander der Nederlanden (1967) | - Friso van Oranje-Nassau van Amsberg (1968-2013) | - Constantijn der Nederlanden (1969) |

Andere personen:
| geboren voor 1972 - Pierre Louis d'Aulnis de Bourouill (1918-2012), ontvanger van de Nederlandse Militaire Willems-Orde - Adrienne d'Aulnis de Bourouill (1920-1996), juriste - Theo Joekes (1923-1999), politicus - Tom Voûte (1936-2008), kinderarts en hoogleraar kinderoncologie - Pieter Herman Bakker Schut (1941-2007), jurist - Pieter Winsemius (1942), bedrijfskundige, publicist en politicus - Alexander Rinnooy Kan (1949), wiskundige en topfunctionaris - Vincent Hildebrandt (1954), organist en medicus - Elsie de Brauw (1960), actrice - Willem Sijthoff (1965), uitgever - Pieter Duisenberg (1967), politicus - Richard Krajicek (1971), tennisser - Reinout Oerlemans (1971), presentator, producent en acteur | geb. 1972-1985 - Eva Jinek (1978), journaliste, nieuwslezeres, presentatrice - Oren Schrijver (1978), acteur - Pete Philly (1980), rapper - Pim Sedee (1980), journalist, presentator - Anna Drijver (1983), model, actrice - Casper Bouman (1985), wereldkampioen windsurfen - Mark Labrand (1985), radio-dj | geb. na 1985 - Camilla Meurer (1986), actrice - Jelle de Jong (1987), acteur - Carolien Spoor (1987), actrice - Kai van Hese (1989), profvoetballer - Robert "Jokertje" Minderhoud (1989), acteur - Goof van der Kamp (1991), hockeyer - Splinter Chabot (1996), tv-presentator - Claus-Casimir van Oranje-Nassau (2004), prins |